# Secundaire structuur (eiwitten)
De secundaire eiwitstructuur is de lokale vouwing van een polypeptide in ruimtelijke structuurelementen. De twee meest voorkomende secundaire structuren zijn de α-helix en β-plaatstructuur. Het aandeel van elke structuur varieert sterk tussen eiwitten. Secundaire structuurelementen vormen zich meestal spontaan bij de synthese van de polypeptideketen. Nadat de secundaire structuur is aangenomen, kan het eiwit zich in zijn geheel opvouwen tot zijn driedimensionale tertiaire structuur.
De secundaire structuur van eiwitten komt tot stand door de vorming van waterstofbruggen tussen de CO-groep en NH-groep in de ruggengraat van het polypeptide. De zijketens van de aminozuren spelen hier geen rol in; ze staan loodrecht op de lengte-as en wijzen naar buiten. Dit is de reden dat bij vrijwel alle eiwitten, ongeacht de aminozuursamenstelling, zich secundaire structuurelementen kunnen vormen.
Het concept van de secundaire structuur werd geïntroduceerd door de Deense eiwitchemicus Kaj Ulrik Linderstrøm-Lang aan de Stanford-universiteit in 1952. De α-helix en β-sheet werden voor het eerst beschreven door Pauling en Corey een jaar daarvoor. Ook bij andere biopolymeren, zoals nucleïnezuren, komen karakteristieke secundaire structuren voor.

## Vormen
Twee wijdverbreide en goed onderzochte secundaire structuren zijn de α-helix en β-plaat (β-sheet). Andere helices worden in de regel maar zelden waargenomen in de natuur. Ook grotere secundaire structuren zoals de polyproline-helix en α-plaat zijn zeldzaam in de meeste eiwitten, maar men veronderstelt dat deze structuren belangrijk zijn tijdens de eiwitvouwing. Strakke bochten (turns) en losse, flexibele lussen (loops) verbinden de meer "algemene" secundaire structuurelementen. Wanneer de secundaire structuur niet juist tot stand komt, ontstaat een klasse van conformaties die random coil wordt genoemd.
Ieder aminozuur heeft een aparte rol in de totstandkoming van de verschillende secundaire structuurelementen. Proline en glycine staan ook wel bekend als "helixbrekers", omdat ze de regelmatige helix-ruggengraat makkelijk verstoren. Aminozuren die makkelijk helixvormige conformaties aannemen zijn methionine, alanine, leucine, glutaminezuur en lysine ("MALEK" in 1-lettercodes). Aminozuren met een grote aromatische zijketen, zoals tryptofaan, tyrosine en fenylalanine, of met een vertakte zijketen (isoleucine, valine en threonine) nemen een plattere structuur aan, veelal de β-sheet.
Verschillende onderzoeken hebben uitgewezen dat de β-plaatstructuur een hogere rigiditeit heeft in eiwitten dan α-helices. Door te kijken naar de lokale moleculaire vibraties in eiwitten kon vastgesteld worden hoe belangrijk de secundaire structuur is voor de vouwing van het eiwit als geheel. Metingen met neutronendiffractie hebben het spectrale kenmerk bij ~ 1 THz rechtstreeks verbonden met collectieve bewegingen van de secundaire structuur van het eiwit GFP.